# Dabar (żupania licko-seńska)
Dabar (dawniej Dabar-Zabarje) – wieś w Chorwacji, w żupanii licko-seńskiej, w mieście Otočac. W 2011 roku liczyła 118 mieszkańców.

## Geografia
Leży na obszarze Liki i Dabarskiego polja, na wysokości 552 m n.p.m., 18 km na północny wschód od Otočaca.
Miejscowa gospodarka oparta jest na rolnictwie. Przez miejscowość przebiega droga z Otočaca do Ličkiej Jesenicy.

## Historia
Pierwsza historyczna wzmianka o Dabarze pochodzi z 1449 roku. W XVI wieku miał miejsce napływ ludności prawosławnej. W XVI wieku miejscowa twierdza odgrywała znaczącą rolę w obronie przed najazdami osmańskimi. Pod koniec XVII wieku straciła na znaczeniu.